# 嶋津の森

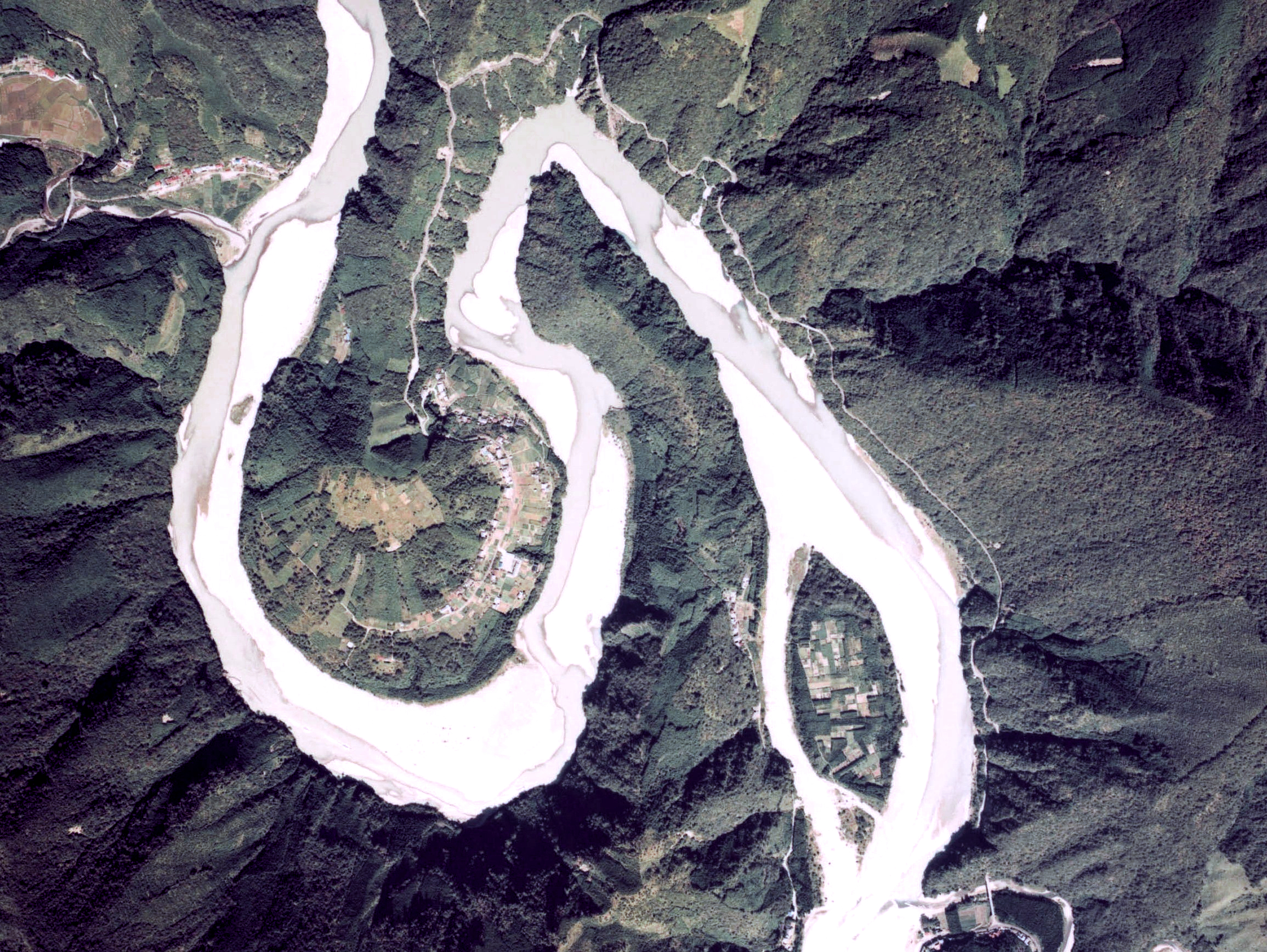
嶋津地区付近の空中写真（1976年撮影）。穿入蛇行する北山川。画像右側の楕円形の中州が嶋津の森である。

嶋津の森（しまづのもり）は和歌山県新宮市熊野川町嶋津にある森。

## 概要
熊野川の支川のひとつである北山川の中州にある森で、かつては人も住んでいたが嘉永5年（1852年）に流域を襲った洪水によって集落が流出、その後は無人となっている。およそ60種類の植物が自生するが、これはこの洪水の際に流れ着いた種子などが元であると言われる。
1986年（昭和61年）9月10日に熊野川町の天然記念物に指定され、2005年（平成17年）の新宮市との合併に伴い新宮市天然記念物となったが、2011年（平成23年）に発生した台風12号による洪水で森の一部が流出したほか、内部に土砂や流木・ゴミが流れ込むなど大きな被害を受けた。

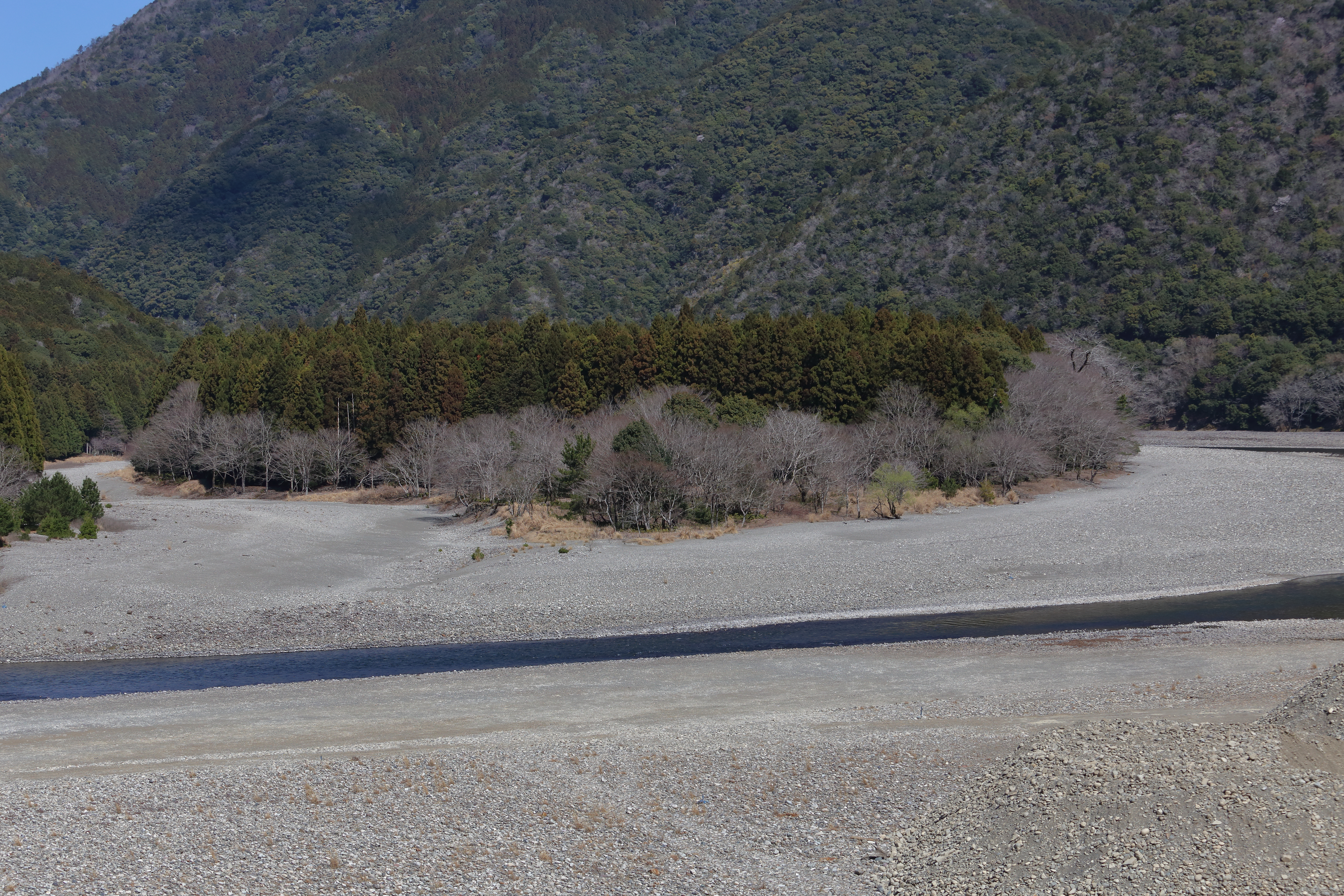
（国道から撮影）
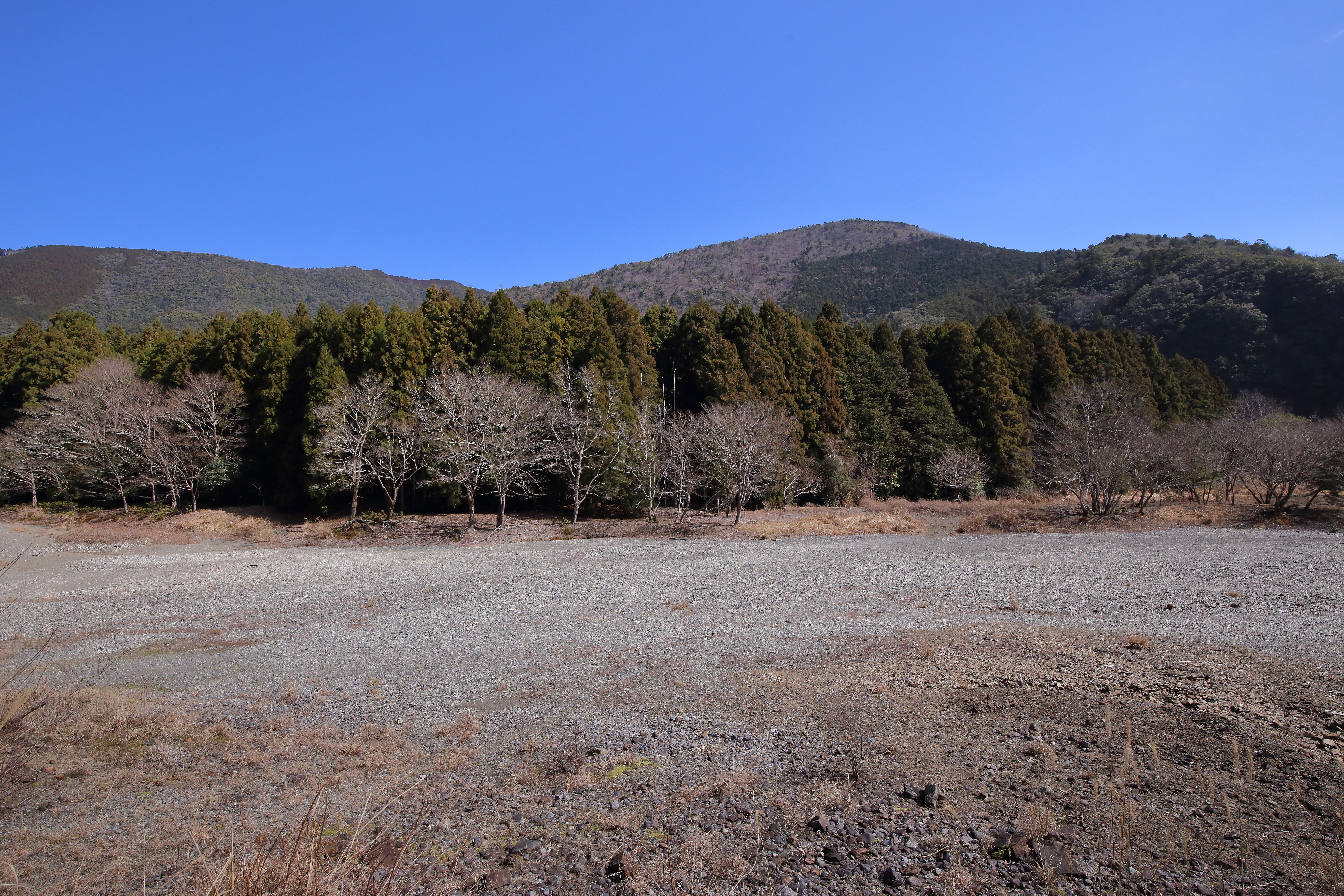
（南紀熊野ジオパーク 嶋津の筏師の道、付近から撮影）